# 三聯學位
三聯學位是某些大專院校共同推展的國際學術模式。它可跨國家，也可是當地大學聯盟。不少MBA也採行此制度。

## 簡介
讓在校生能一次擁有三校之學位證書，預計修習8學期。

## 特色
以性質相近的校系為背景，近而互相學習。使其有不同概觀，攝取不同學習經驗。通常需花費更多金錢在學習上，但卻是最快速獲取多張學位證書的方法之一。